# 馬維埃 (明尼蘇達州)
馬維埃（英語：Mavie）是位於美國明尼蘇達州彭寧頓縣克洛弗利夫鎮區的一個非建制地區。

## 地理
馬維埃所處的海拔為高於海平面354米（即1161英呎），而該地所採用的時區為UTC-6，即北美中部時區（CST）。同時該地設有夏令時間，為UTC-6調快一小時，即UTC-5（CDT）。